# فيتاليوس كافاليوسكاس
فيتاليوس كافاليوسكاس (2 يوليو 1983 - ) هو لاعب كرة قدم ليتواني في مركز الهجوم. شارك مع منتخب ليتوانيا لكرة القدم. أما مع النوادي، فقد لعب مع غرانيت ميكاشيفيتشي ونادي إكراناس ونادي لييباياس ميتالورغس.

## روابط خارجية
- فيتاليوس كافاليوسكاس على موقع قاعدة بيانات كرة القدم.إي يو (الإنجليزية)
- فيتاليوس كافاليوسكاس على موقع ناشيونال فوتبول تيمز (الإنجليزية)
- فيتاليوس كافاليوسكاس على موقع Soccerway.com (الإنجليزية)